# Josep Cardús Grau
Josep Cardús Grau   (Terrassa, 27 de novembre de 1930 - Granollers, 31 d'octubre de 2020) va ser un mossèn i activista cultural català.
Va estudiar al seminari de La Conreria, on hi va entrar el 29 de setembre de 1941, després d'haver viscut la repressió contra alguns capellans durant la guerra civil espanyola. Va arribar a Marata per fer de rector el mateix 1957 i va posar-se al costat dels veïns a l'hora de reivindicar millores als camins, l'arribada del telèfon o la millora del subministrament elèctric i en part activa del teixit associatiu. Va col·laborar des del primer moment en els esdeveniments socials i culturals de Marata, de fet, va ser un dels promotors i fundadors del Centre Cultural de Marata i de cicles com els Concerts a Marata i els Dijous Culturals. L'any 1986 també es va fer càrrec de Sant Mamet a Corró d'Amunt.
Va ser actiu en la lluita antifranquista i un defensor de les lluites per preservar el territori. Per exemple, amb el rebuig el projecte històric del quart cinturó que hauria tingut un gran impacte ambiental en tot l'entorn natural i rural de Marata i Corró d'Amunt, la xarxa del Gas Natural o l'obertura d'un càmping de caravanes. Va rebre la medalla d'Honor de les Franqueses l'any 2017 per la seva tasca cultural, social i religiosa al municipi.
Va morir pocs dies després del traspàs del seu germà bessó, Oriol, amb qui mantenia una estreta relació.
El 2025 la Maria Forns va fer públics la violència institucional i l'abús de poder que va patir per part de Josep Cardús, qui era el mossèn de la parròquia del seu poble.